# Gerard Sagredo
Svatý Gerard (nebo svatý Gerhard; maď. Gellért) (982 – 1046), vlastním jménem Giorgio di Sagredo, byl čanádský biskup, který zahynul mučednickou smrtí během povstání v Uhersku v roce 1046.

## Život
Svatý Gerard pocházel z Benátek. Podle legendy o sv. Gerardovi přišel na svět do benátské rodiny Morosiniů. Jako mladík vstoupil do benediktinského řádu. Vzdělání získal v klášteře ve francouzském městečku Cluny. Později působil jako opat v opatství San Giorgio Maggiore.
Když loď, na níž se Gerard plavil do Palestiny, ztroskotala u pobřeží Istrijského poloostrova, rozhodl se žít jako poustevník v blízkosti Puly. Uherský král sv. Štěpán I. ho pozval do Uherska a pověřil výchovou svého syna sv. Imricha. Během vojenských nepokojů žil v poustevně v Bakonybélu, ale už roku 1030 (podle jiných zdrojů 1035) byl povolán na biskupský stolec do nově zřízeného biskupství v Čanádu.
V roce 1038, po smrti krále sv. Štěpána, nastoupil na uherský trůn Petr Orseolo, který byl roku 1041 svržen Samuelem Abou. Aba Samuel byl krutý panovník, nechal prý popravit 50 velmožů loajálních Petru Orseolovi. Navíc podle legendy nedodržoval velikonoční půst, proto ho Gerard odmítl korunovat a předpověděl, že do tří let na něj bude seslán meč pomsty, který mu odebere království. Aba Samuel byl pak opravdu poražen v bitvě u Menfö roku 1044 a Petr Orseolo se vrátil na uherský trůn. Když na jaře roku 1046 vypuklo v Uhersku povstání proti králi, k nespokojencům se připojili pohanští šlechtici pod vedením vůdce Vaty, kteří odmítli katolizaci a žili v exilu v Zadunají a v Potisí. Má se zato, že Peter Orseolo utekl z území zasaženého povstáním do Stoličného Bělehradu (maď. Székesfehérvár), kde byl zabit, a za krále se prohlásil Vazulův syn Ondřej, čímž obnovil Arpádovskou dynastii.
Po zprávě, že se předtím vyhnaní kralevici Ondřej a Levente, které měli biskupové korunovat, blíží k Budínu, se biskupové rozhodli jít je přivítat. Když se blížili k Budínu, dostihlo je u Dunaje Vatovo vojsko. Gerarda přivázali na vůz, který spustili z hory do Dunaje, a když po pádu do hlubiny ještě žil, rozrazili mu hlavu o kámen a hruď mu probodli kopím. Stalo se to 29. srpna 1046. Kopec, z kterého ho vrhli do řeky, leží na pravém břehu Dunaje v dnešní Budapešti a na památku umučení svatého Gerarda nese jméno Gellértův vrch (maď. Gellért-hegy).

## Úcta

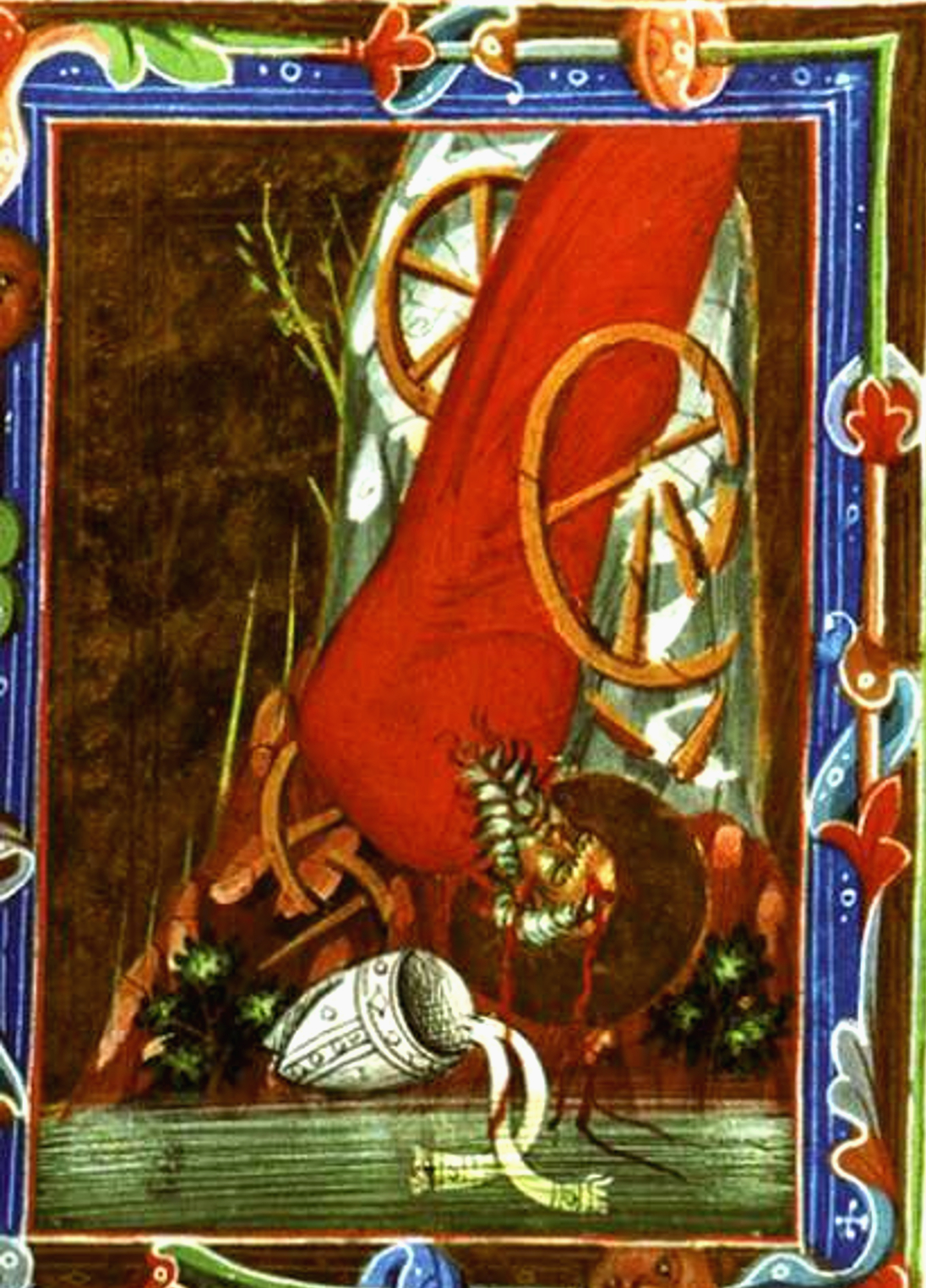
Svržení Gerardova těla do Dunaje, Anjouovská legenda, Vatikánská knihovna.

Svatý Gerard je patronem Maďarska, Budapešti a vychovatelů, byl kanonizován zásluhou krále sv. Ladislava I. v roce 1083 papežem sv. Řehořem VII. a spolu s ním byli svatořečeni také jeho společníci sv. Buldus a sv. Bystrík, které povstalci také umučili. Jejich společný svátek stanovila na 24. září Sabolčská synoda v roce 1092.